# 蔡鄂生
蔡鄂生（1951年—），湖北人，中國財政官員，曾任中國銀行業監督管理委員會副主席，因被指控嚴重違紀，被開除黨籍並法辦。

## 簡介
早年在山西省绛县农村插隊勞動，后在中国人民解放军高炮七十一师六三一团服役。1975年至1978年，在中国人民银行北京市分行海淀区办事处任职。1978年至1982年，在山西财经学院财政金融系财政金融专业学习。毕业后回到中国人民银行任职，先后供职于人事司、金融管理司、综合计划司、金融体改司、利率储蓄管理司、银行司、银行监管二司等。1998年7月，出任中国人民银行行长助理、党委委员。2000年2月，兼任中国人民银行上海分行行长、党委书记。2001年5月，调任国有重点金融机构监事会主席。2005年12月，任中国银行业监督管理委员会副主席、党委委员。2013年5月卸任退休。
2021年7月，已退休八年的蔡鄂生因被指涉嫌严重违纪违法，接受中央纪委国家监委纪律审查和监察调查。
2022年1月24日，蔡鄂生被指涉嫌嚴重違紀違法，被開除黨籍，取消待遇，移送司法机关。双开通报中用到了“寡廉鲜耻”、“退而不休”等字眼。
2022年2月10日，蔡鄂生涉嫌受賄、利用影響力受賄、濫用職權一案，由國家監察委員會調查終結，移送檢察機關審查起訴。最高人民檢察院以涉嫌受賄罪、利用影響力受賄罪、濫用職權罪對蔡鄂生作出逮捕決定。
2023年7月13日，江苏省镇江市中级人民法院一审公开开庭审理蔡鄂生受贿、利用影响力受贿、滥用职权一案。江苏省镇江市人民检察院指控蔡鄂生於2006年至2021年期間利用担任银监会党委委员、副主席等职务上的便利以及职权为相关单位和个人在各項事项上提供帮助，收受财物共计折合人民币4.09亿余元、利用影響力受賄1.1億餘元。
2023年12月29日，江苏省镇江市中级人民法院公开宣判蔡鄂生受贿、利用影响力受贿、滥用职权一案，对被告人蔡鄂生以受贿罪判处死刑，缓期二年执行，剥夺政治权利终身，并处没收个人全部财产，在其死刑缓期执行二年期满依法减为无期徒刑后，终身监禁，不得减刑、假释；以利用影响力受贿罪判处有期徒刑十二年，并处罚金人民币五百万元；以滥用职权罪判处有期徒刑九年，决定执行死刑，缓期二年执行，剥夺政治权利终身，并处没收个人全部财产，在其死刑缓期执行二年期满依法减为无期徒刑后，终身监禁，不得减刑、假释；对蔡鄂生犯罪所得及孳息依法予以追缴，上缴国库，不足部分，继续追缴。